# Baccio Bandinelli
Baccio Bandinelli, vlastním jménem Bartolommeo Brandini (1488 Florencie – krátce před 7. únorem 1560 Florencie), byl italský sochař. Jeho otcem byl zlatotepec Michelangelo de Viviano de Brandini, který byl i jeho prvním učitelem. Dalším byl sochař Gianfrancesco Rustici a mladého Bandinelliho podporoval také Leonardo da Vinci. Od troku 1520 získával Baccio Bandinelli řadu zakázek od Medicejských.
Kolem roku 1530 si Badinelli nechal vyhotovit zfalšovaný rodokmen, který dokládal jeho údajný původ ze sienské šlechtické rodiny Bandinelliů. Na základě toho pak jej císař Karel V. v létě 1530 pasoval rytířem řádu sv. Jakuba. Od té doby umělec přestal používat své rodné příjmení Brandini a psal se Bandinelli.
Cosimo I. Medicejský, který nastoupil vládu nad Florencií roku 1537, povýšil Bandinelliho na představeného hutě při katedrále Santa Maria del Fiore, čímž se umělec fakticky stal hlavním městským sochařem.
Sochaři Clemente Bandinelli a Michelangelo Bandinelli byli jeho synové.